# Бессонница (телесериал)
«Бессо́нница» — российский остросюжетный 16-серийный драматический фильм.
Онлайн-премьера проекта состоялась на платформе DixiFlex 1 марта 2014 года. В период с 1 по 6 марта 2014 года были выложены первые 8 серий сериала. 
Телевизионная премьера сериала состоялась на украинском телеканале «Интер» 14 апреля 2014 года. С понедельника по четверг транслировалось по 3 серии в день нон-стопом, а в пятницу, 18 апреля 2014 года, были показаны 4 заключительных серии.
Телевизионная премьера телесериала в России состоялась 3 июня 2019 года на телеканале «НТВ». Серии выходили в эфир с понедельника по четверг после полуночи.
В 2014 году американская кинокомпания Welldone Production приобрела права на адаптацию российского формата «Бессонница». В США телесериал получил название «Insomnia» и был представлен на ежегодной выставке MIPCOM в 2016 году. Дистрибуцией телесериала по всему миру занималась компания Lionsgate.

## Сюжет
История начинается в Москве с захвата десяти человек разного возраста и пола, которые становятся игроками беспощадной ежегодной игры «Бессонница». У каждого из них есть своя причина, по которой он стал участником игры. Каждый из игроков получил: автомобиль; паспорт; водительские права; часы, благодаря которым организаторы получают данные о пульсе и местоположении игрока; смартфон, с помощью которого можно связаться с любым другим участником и узнать его местоположение; деньги и оружие. Каждому из игроков была сделана инъекция специально разработанного препарата, вызывающая остановку сердца в случае, если участник засыпает. Игроки могут выбрать любую тактику: скрываться и пересидеть остальных, или сокращать число своих конкурентов физически. Последний оставшийся в живых считается победителем. Одержавший победу получит три вещи: 10 миллионов долларов, настоящий паспорт с новой личностью и укол, нейтрализующий действие препарата. По-другому обратить его действие невозможно. Участникам запрещено снимать часы, рассказывать о «Бессоннице», пересекать МКАД. Тот, кто нарушит любой из запретов — столкнётся с судьями. Они всегда знают местоположение всех игроков, могут заменить оборудование в случае его отказа, им можно сообщить о любых нарушениях правил, и они же накажут любого нарушившего правила. Первый и каждый десятый час игры являются «часами перемирия», насилие в них запрещено и карается судьями, как и любое другое нарушение, — смертью. Предыдущий рекорд продолжительности «Бессонницы» — 62 часа 33 минуты.
Как и во многих спортивных соревнованиях, есть участники, а есть и зрители, делающие ставки. Ими стали члены казино с большим достатком. Им всем категорически запрещено помогать своему игроку и мешать другому, что приравнивается к нарушению правил, и также карается судьями. Зрители «Бессонницы» в любое время могут приехать в казино, чтобы узнать как идут дела у их игрока, или сделать новую ставку. Гости, сделавшие «слепые» ставки, во много раз превышающие обычные, не могут покинуть казино до окончания игры и располагаются в личных апартаментах. Именно обладатели «слепых» ставок наблюдают в режиме реального времени за всем «марафоном смерти», где в какой-то момент проще уснуть, чем ждать выстрела.

## Персонажи

### В главных ролях
- Виктор Проскурин — Олег, друг Марины Ивлевой, убит Ивлевой. Основатель vip-казино «Бессонница».
- Дарья Повереннова — Марина Викторовна Ивлева, вдова Андрея, одного из основных игроков казино «Бессонница». После смерти мужа стала почётным членом клуба «Бессонница» по принуждению.
- Мацей Штур (озвучивает Сергей Бурунов[7]) — Игорь Волков, майор ФСБ РФ, спецназовец, главный судья в казино. Единственный игрок, который за всю историю существования «Бессонницы» смог выиграть игру. Занимается подбором игроков на игру. Убит Златой.
- Анна Антонова — Злата Ивич, девушка сербского происхождения, судья. Возлюбленная Евгения Самойлова.
- Юлия Юрченко — Дарья Валерьевна Коренева, 25 лет, игрок № 4, оперуполномоченный с Петровки, капитан полиции. Была внедрена своим начальником Сергеем Андреевичем Яковлевым в «Бессонницу» для «якобы» разоблачения подпольного казино. В игре заключила союз с Алексеем Тереховым. После смерти была плодом галлюцинаций Лёши. Третий убитый игрок. Нарушила правило «Бессонницы». Ликвидирована Егором Савиным.
- Владислав Павлов — Алексей Терехов, 25 лет, игрок № 3, стритрейсер. Попал в игру по принуждению. Победитель игры.
- Эдуард Флёров — Игорь Владимирович Коваль, 38 лет, игрок № 8, киллер / заключённый, отбывал пожизненный срок в колонии «Полярная сова». Четвёртый убитый игрок. Убит Сергеевым.
- Александр Сетейкин — Антон, 17 лет, игрок № 2, ребёнок из неблагополучной семьи. В игру он попал после того, как его продал отчим. В игре подружился с Ковалем. Убит отравляющим газом. Шестой убитый игрок.
- Алексей Матошин — Олег Викторович Воротников, 40 лет, игрок № 9, школьный учитель химии. Попал в игру по собственному желанию для того, чтобы получить деньги на операцию дочери Маши. Первый убитый игрок. Убит Докичевой.
- Вероника Вернадская — Ирина Сергеевна Константинова, 17 лет, игрок № 1, сирота, лечилась в реабилитационном центре. В «Бессонницу» попала благодаря Андрею Ивлеву. Он знал, что девочка имеет психическое отклонение (отсутствие сна). Девятый убитый игрок. Ликвидирована судьями.
- Юлия Галкина — Алина Докичева, 30 лет, игрок № 6, бывшая российская спортсменка по тхэквондо, чемпионка Европы. В «Бессонницу» вступила добровольно. Второй убитый игрок. Убита Сергеевым.
- Александр Константинов — Евгений Самойлов, 30 лет, игрок № 5, бывший судья «Бессонницы». В «Бессонницу» был внедрён руководством казино из-за подозрения в том, что он внедрил подставное лицо в игру. Возлюбленный Златы. Является опасным игроком, поскольку хорошо знает «Бессонницу». Восьмой убитый игрок. Убит Тереховым.
- Андрей Курилов — Александр Сергеев, 37 лет, игрок № 7, отставной военный, служил в спецназе. В игру пришёл добровольно. Хотел при помощи мошенничества выиграть «Бессонницу», чтобы начать спокойную жизнь. В игре заключил союз с Ольгой и Ириной. Седьмой убитый игрок. Разбился на машине во время погони за Ириной и Лёшей.
- Виктория Фишер — Ольга, 41 год, игрок № 10, вдова и мать покойного сына, которых по ошибке устранил Игорь Коваль. В «Бессонницу» вступила добровольно для того, чтобы отомстить Ковалю за смерть своих близких. Пятый убитый игрок. Убита Антоном.
- Алексей Фаддеев — Виктор, vip-член клуба «Бессонница».
- Дмитрий Астапенко — Егор Савин, судья. Убит Златой.
- Максим Щёголев — Аркадий Молчанов, запасной судья в казино.

### В ролях
- Георгий Мартиросян — Анатолий,  ведущий игры в казино «Бессонница». Представлялся «Главным» по просьбе Олега. Убит Златой.
- Мухтар Гусенгаджиев — Истомин, почётный член клуба «Бессонница». Помогал Сергееву для того, чтобы он выиграл и разделил деньги. Убит Волковым.
- Владимир Качан — Павел Андреевич Кравченко, почётный член клуба «Бессонница».
- Елена Коренева — Александра Алёхина, почётный член клуба «Бессонница».
- Андрей Ташков — Калмыков, почётный член клуба «Бессонница».
- Александр Пашков — Блицкий, почётный член клуба «Бессонница».
- Дмитрий Астрахан — Игорь Алексеевич Никаноров, доктор в казино. Убит Златой.
- Юрий Сувейко — Сергей Андреевич Яковлев, полковник полиции, начальник Даши. Почётный член клуба «Бессонница».
- Марина Кондратьева — мать Алексея.
- Михаил Хмуров — Андрей Евгеньевич Сухарев, сотрудник МИД.
- Александр Журман — Драган Ивич, отец Златы. Убит бандитами в 2008 году.

## Список эпизодов
| № серии | Название                                       | Автор сценария     | Описание серии | Премьера       |
| ------- | ---------------------------------------------- | ------------------ | --- | -------------- |
| 1       | «На старт! Внимание! Смерть!»                  | Илья Куликов       | Во время участия в уличных гонках Алексей сбивает пешехода. Очнувшись, он понимает, что находится в одной комнате с бывшим заключённым Игорем Ковалем. Им и ещё восьми участникам делают инъекцию смертельного препарата, который остановит сердце, если человек заснёт. Десять человек становятся участниками игры «Бессонница». Победитель в ней только один, который получит выигрыш: инъекцию, нейтрализующую действие препарата, новые документы и десять миллионов долларов. Марина Ивлева после похорон мужа наследует всё его имущество, в том числе VIP-карту подпольного казино «Бессонница». Попав на игру, она понимает, что ставки тут — человеческая жизнь. Марина хочет уйти, но адвокат мужа объясняет ей, что Андрей сделал «слепую» ставку на огромную сумму, а это значит, что она не сможет покинуть казино до окончания игры. | 1 марта 2014   |
| 2       | «Странный рассвет»                             | Юлия Баева         | Бывший заключённый Коваль начинает мстить своим врагам. Алина в парке стреляет в Иру и Олега, собиравшихся поупражняться в стрельбе в тире, и ранит беременную работницу заведения. Она получает предупреждение от судьи Волкова. Ольга рассказывает Саше, почему согласилась участвовать в игре: она хочет отомстить Ковалю, виновному в смерти её мужа и сына. После неудачной попытки застрелить Коваля Саша привозит Ольгу в загородный дом, полный оружия и наркотиков. | 2 марта 2014   |
| 3       | «Одиннадцатый игрок»                           | Андрей Лариков     | VIP-игроки, сделавшие «слепые» ставки, узнают, на кого они поставили. Саша показывает Ольге тайное убежище. Даша встречается со своим начальником Яковлевым, доставшим для неё досье на сотрудника ДПС, который привёл в игру Лёшу. С его помощью она надеется выйти на организаторов игры. Олег и Ира решают отсидеться в гостинице. Евгений похищает доктора, вводившего смертельный препарат участникам, чтобы с его помощью достать антидот, и делает ему укол препарата, который получили десять участников игры, назвав его одиннадцатым игроком. | 3 марта 2014   |
| 4       | «Судья»                                        | Владимир Батрамеев | Движимый местью Коваль занят поисками следователя, подкинувшего улики. При этом Коваль не подозревает, что о его планах становится известно Саше. Злата следит за доктором, который должен украсть антидот для Жени. Алина пытается достать новый пистолет взамен отобранного судьёй. Марина знакомится с одним из VIP-игроков, Виктором, который, оказывается хорошо знал её мужа. Он сообщает, что смерть Андрея не была несчастным случаем. | 4 марта 2014   |
| 5       | «Ночь приближается»                            | Илья Куликов       | Коваль мстит следователю, когда-то посадившему его пожизненно. Саша и Ольга пытаются убить Коваля. Судьям становится известно, что кто-то ведёт нечестную игру, и одному из игроков оказывается поддержка. Алина похищает автомобиль. | 5 марта 2014   |
| 6       | «Бесконечная ночь»                             | Юлия Баева         | Алина начинает охоту за Ирой. Антон предлагает Ковалю помочь ему убить его отчима, с которым у него личные счёты. Судьи проверяют игроков, которых отобрал бывший судья Женя. Даша просит о помощи бывшего коллегу Диму. | 5 марта 2014   |
| 7       | «Первая кровь»                                 | Владимир Батрамеев | Олег узнаёт, что один из игроков «Бессонницы» стал причиной увечий его дочери. Выживший мошенник сообщает Саше, что их раскрыли и больше помощи от него не будет. Ольга провоцирует Коваля, пытаясь загнать его в ловушку, а затем покончить с ним. Даша связывается со Златой и просит помощи. | 6 марта 2014   |
| 8       | «Похороны героя»                               | Владимир Батрамеев | Даша и Лёша добиваются встречи со Златой и Женей. Ольга уговаривает Сашу забрать Иру из отеля. Коваль и Антон совершают налёт на почтовое отделение, чтобы раздобыть больше денег. Ира находит дневник Олега и узнаёт из него, как он попал в «Бессонницу». | 6 марта 2014   |
| 9       | «Обед мертвецов»                               | Юлия Баева         | Организаторы шоу «Бессонница» приказывают игрокам явиться в казино на «Обед мертвецов». Это мероприятие традиционно проводится в сороковой час игры. Больше всех предстоящим событием шокирована Марина Ивлева. Ольга хочет расправиться с Ковалем во время обеда. Даша предлагает провести аресты VIP-игроков. | 16 апреля 2014 |
| 10      | «40-й час»                                     | Юлия Баева         | После сорокового часа у игроков появляется право вызывать друг друга на дуэли. Первым этим предложением пользуется Саша. Он посылает запрос Ковалю, и тот соглашается. Марина пытается узнать все подробности про убийство её мужа. | 17 апреля 2014 |
| 11      | «В мире, где за каждым охотится смерть»        | Владимир Батрамеев | Марина и Злата, пытаясь узнать больше об Ире, отправляются на встречу с врачом, который лечил девочку от необычной болезни. Саша оставляет Ольгу и Иру и отправляется в одиночку охотиться на Лёшу, а Антон подбирается к Ольге. | 17 апреля 2014 |
| 12      | «Колыбельная»                                  | Владимир Батрамеев | Злата рассказывает Жене правду об Ире и убеждает его устранить девочку в первую очередь. Антон приходит в полицию и выкладывает всё, что знает, про «Бессонницу». Марина делится с адвокатом информацией о том, что муж погиб не в результате несчастного случая. | 17 апреля 2014 |
| 13      | «Мёртвая вода»                                 | Юлия Баева         | Игра близится к финалу, в живых остались только четыре игрока. Женя охотится за Ирой, но его планы нарушает предложение: убийство Марины Ивлевой в обмен на антидот. Сама же Марина начинает избегать Виктора. Она начинает подозревать, что именно он является ведущим игры. | 18 апреля 2014 |
| 14      | «Нокаут»                                       | Юлия Баева         | Женя проникает в казино, чтобы совершить убийство Марины. Но выполнить задание в переполненном зале оказывается не так просто. За нарушение правил проекта и проникновение в казино Женю дисквалифицируют. Лёша пытается найти Иру. | 18 апреля 2014 |
| 15      | «2 x 2»                                        | Владимир Батрамеев | Лёша принимает решение во что бы то ни стало защитить Иру. Марина рассказывает VIP-игрокам о том, что в «Бессоннице» серьёзным образом были нарушены правила и игру необходимо остановить. Ведущий убеждает Злату покончить с Ирой в обмен на антидот. | 18 апреля 2014 |
| 16      | «Caesar ad Rubiconem (Цезарь перед Рубиконом)» | Илья Куликов       | VIP-игроки требуют встречи с главным организатором шоу «Бессонница». Злата настигает Лёшу и Иру. Определяется победитель игры. К Марине наведывается неожиданный гость. | 18 апреля 2014 |

## Цензура в сериале
Из версии сериала, показанной на НТВ, некоторые моменты были вырезаны в связи с цензурой и урезанием эфира а также изменено музыкальное сопровождение. Онлайн-версия показанная на портале «DixiFlex» и телеканале «Интер» транслировалась в оригинальном и полном варианте.

## Саундтрек
| Исполнитель          | Название композиции                                 |
| -------------------- | --------------------------------------------------- |
| Tiger                | Mypet (1, 2, 4, 6, 13 серии)                        |
| Jacg                 | Sleeping Beauty (1, 3, 4, 10, 11, 13, 14, 15 серии) |
| SilverStone          | Poke In The Dark (2, 10 серии)                      |
| Константин Легостаев | Игра (2 серия)                                      |
| ST1M feat. In2nation | Час пик (3 серия)                                   |
| Taylr                | One Night Stand (5, 10, 13, 14, 16 серии)           |
| John Nathaniel       | Reason To Live (6, 12 серии)                        |
| Константин Легостаев | Забудь свой ад (8, 10, 11 серии)                    |
| ST1M                 | Выбирай (16 серия)                                  |
| ST1M                 | Время (16 серия)                                    |

## Американский ремейк
- Insomnia — американский ремейк российского сериала «Бессонница».
- В 2015 году съёмки сериала Insomnia проходили в России, США и Камбодже. Съёмки всех 8 серий заняли 68 рабочих дней, две трети этого времени пришлось на ночные съёмки. Снимать было трудно, так как летом в Москве бывают такие ночи, когда темно только 2-3 часа.
- В 2016 году компания «Welldone Production» подписала контракт с лидером продаж STARZ | A LIONSGATE COMPANY на дистрибуцию сериала по всему миру. Это первый и, пока, единственный случай официальной покупки американской кинокомпанией лицензии на ремейк российского оригинального сериала с последующим запуском в производство[8].
- 16 апреля 2018 году состоялся выход сериала на экраны. Однако режиссёр Вячеслав Яковлев решил оставить место действия и тем самым показать разницу между США и Россией, и мировоззрением обычного народа. Сюжет сериала закручивается с самой первой серии и показывает, неравнодушным людям — возможность пытаться предугадать настоящую подоплеку всех событий. Выживание простых людей, не облеченных властью, не спец-оперативников или не боевиков-террористов, раскрывает потенциал любого, кто может оказаться на их месте. Динамичность сюжета не дает заскучать и заставляет выражать самые разнообразные чувства. В отличие от российской версии, в американской играют 20 участников, сериал состоит из 8 серий.